# Santuario della Beata Vergine delle Grazie (Udine)
Il santuario della Beata Vergine delle Grazie, meglio conosciuta come Madonna delle Grazie (in friulano Madone di Gracie), è una delle più importanti chiese di Udine, situata in pieno centro della città.

## Storia

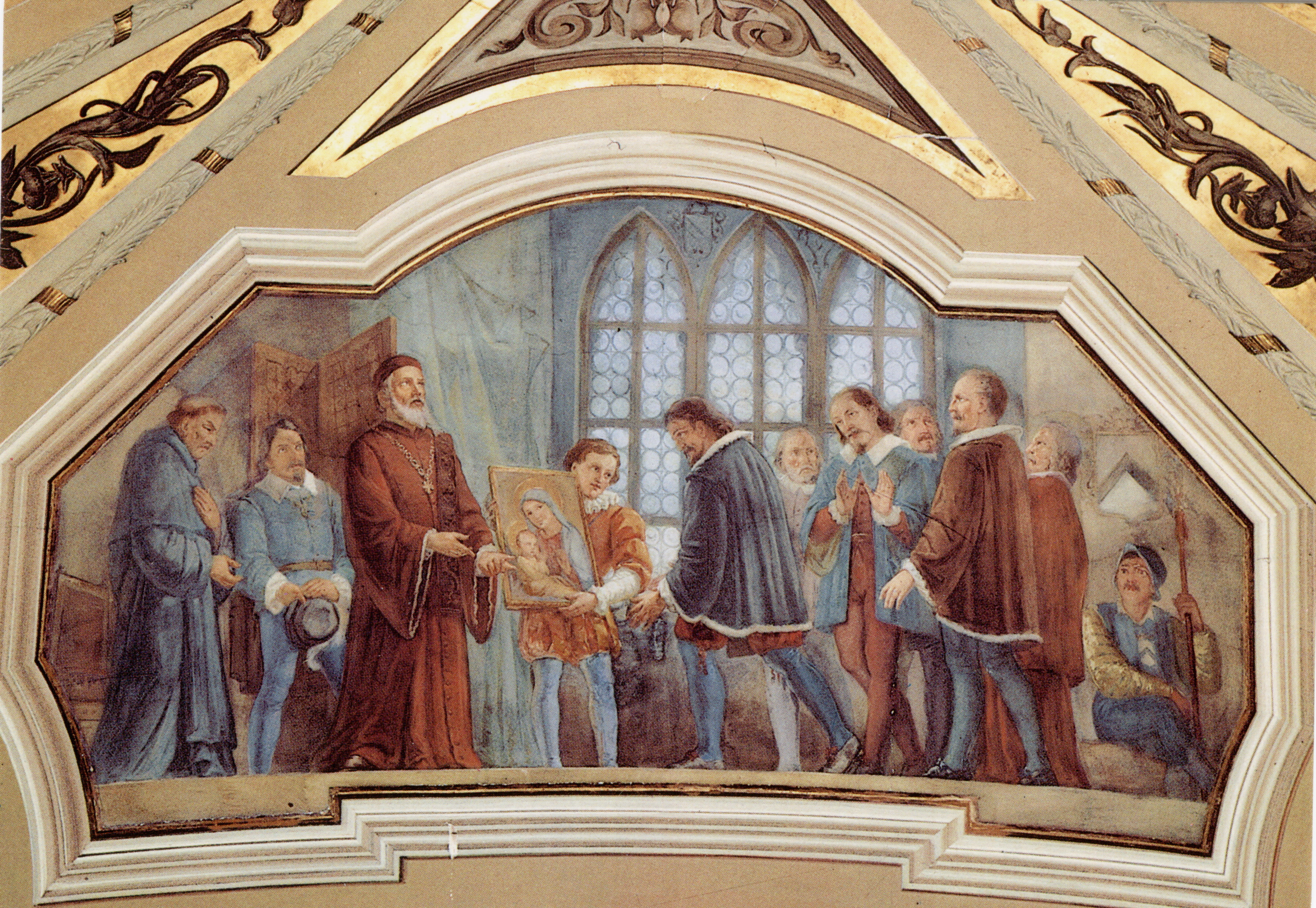
Il luogotenente Giovanni Emo dona l'icona miracolosa - Decorazione del soffitto della basilica, opera del Bianchini.

L'antica chiesa era originariamente dedicata ai santi Gervasio e Protasio, quando fu scelta per accogliere un'immagine della Madonna, ritenuta miracolosa. Questa icona apparteneva in origine a Giovanni Emo, dal gennaio 1479 luogotenente della Repubblica di Venezia in Friuli, che l'avrebbe ricevuta in dono dal sultano di Costantinopoli Maometto II. L'icona era conservata nel castello di Udine, residenza del luogotenente veneto. Un giorno di quello stesso 1479 una cuoca del castello si ferì gravemente ad una mano, ma fu prodigiosamente risanata dopo aver invocato con devozione la Vergine presso l'icona. Per tali motivi il luogotenente pensò che una tale immagine taumaturga non potesse essere conservata in un luogo profano e decise di portarla nella vicina chiesa, al di là del Giardino Grande, nome con cui è nota ancora l'attuale piazza 1º maggio di Udine. Nella chiesa si erano da poco insediati i frati Servi di Maria. La tradizione indica nell'8 settembre 1479 la data della processione che accompagnò il trasporto dal castello fino alla chiesetta l'immagine della Madonna.
L'opera di edificazione del nuovo santuario, custodito dai frati Servi di Maria, iniziò il 12 aprile 1495 con la posa della prima pietra. La chiesa venne ufficialmente consacrata il 12 maggio 1520 dal vescovo di Caorle mons. Daniele De Rubeis, vicario in pontificalibus del Patriarca di Aquileia.
Il santuario fu rinnovato con successivi interventi di ampliamento e la costruzione del convento; notevole l'intervento di Giorgio Massari (1730) che ripeté qui lo schema della chiesa dei Gesuiti di Venezia: fu prolungata ed innalzata la navata, fu ristrutturato il presbiterio e l'abside e sopraelevato il campanile. Nella prima metà dell'Ottocento fu aggiunto il pronao antistante la facciata, che poggia su quattro massicce colonne, e fu ripristinata la scalinata ed il ponte sulla roggia che collega la chiesa con la piazza antistante. La chiesa fu dichiarata basilica minore il 21 giugno 1922.
Anche l'annesso convento, di architettura cinquecentesca, fu ampliato e arricchito di affreschi nel corso dei secoli; i frati serviti, allontanati dopo l'invasione francese del 1797, sono tornati al santuario dal 1923.

## Descrizione
La chiesa presenta una maestosa facciata, con quattro colonne che delimitano il pronao. All'interno si trovano alcuni dipinti attribuiti a Domenico Tintoretto, raffiguranti la Natività di Maria, l'Adorazione dei pastori, l'Assunta e Sant'Orsola.
È anche conservato l'unico dipinto noto di Luca Monverde. Nell'abside è collocato un crocifisso in legno del Trecento. Numerosi affreschi decorano il soffitto e le cappelle laterali.

## Interno

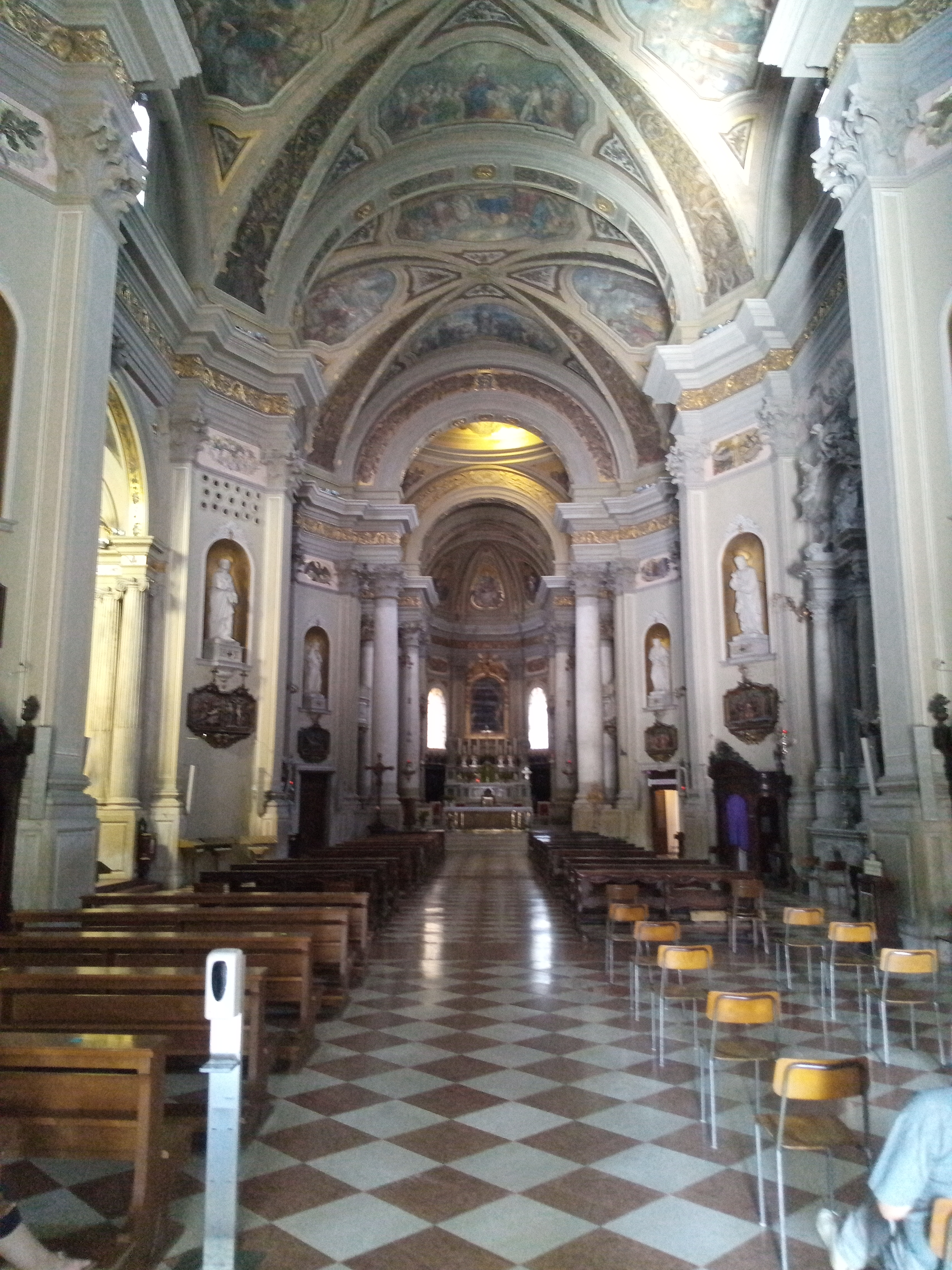
L'interno del santuario

Il soffitto è ricoperto da affreschi che esaltano le Virtù Mariane, con episodi relativi all'icona miracolosa conservata in Basilica ed con altri soggetti sacri. L'autore è Lorenzo Bianchini (1825-1892).

### Cappella della Madonna

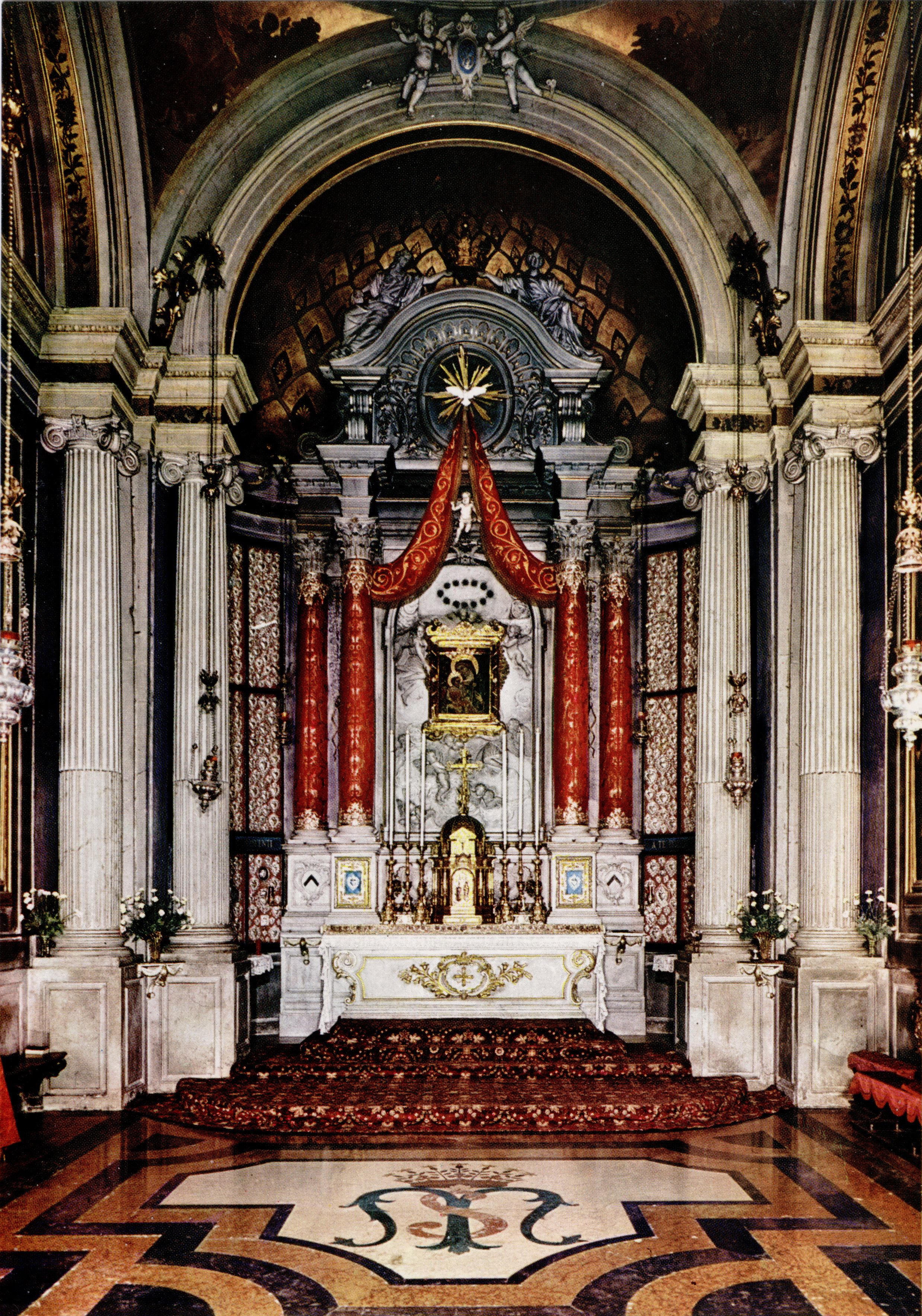
Vista della Cappella della Madonna

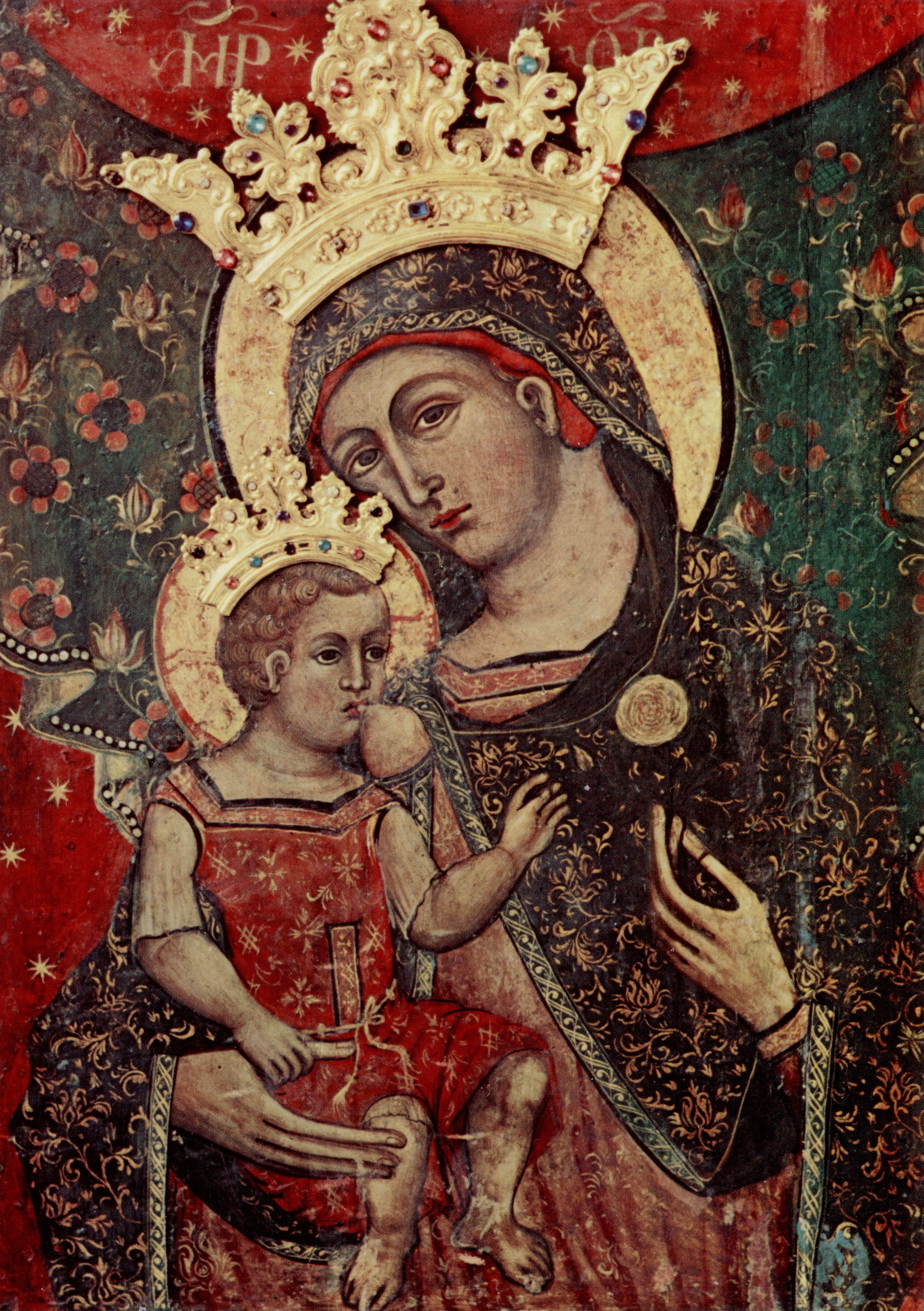
L'icona della Madonna delle Grazie, a cui la chiesa è dedicata

Nella cappella della Madonna, ricostruita nel 1769, sull'altare del Massari è posta la tavola con l'effigie della Madonna delle Grazie (secondo la tradizione, opera di stile bizantino del secolo XIV), che fu incoronata il 6 settembre 1870 con decreto del Capitolo Vaticano. L'icona rappresenta la Vergine con il volto leggermente inclinato verso Gesù; in alto sono presenti due lettere che significano Madre di Dio. Il piccolo Gesù è raffigurato mentre sta poppando dal seno materno.
Le sculture degli angeli sono attribuite a Tommaso Rues.
Molti ex voto testimoniano la devozione popolare alla Madonna: tra i più antichi, la cosiddetta Maschera del diavolo, una pregevole armatura del Quattrocento.
Nella Cappella della Madonna si trova la tomba di Tommaso Porcacchi, erudito toscano del Cinquecento vissuto a Venezia e morto a Udine nell'ottobre 1576, probabilmente ospite dell'amico Ottaviano Manin che qui lo fece seppellire ponendo una lapide a sua memoria.

### Altare dell'Addolorata
Sopra l'altare è presente la tela raffigurante l'Assunzione della Vergine, opera attribuita a Domenico Tintoretto.

### Altare del Crocifisso
Sopra l'altare è presente una scultura raffigurante la Veronica. Ai lati ci sono due lapidi che ricordano due illustri membri della famiglia Caimo: i fratelli Pompeo ed Eusebio.

### Altare dei sette Santi Fondatori
Sopra l'altare è presente la tela raffigurante la Natività di Gesù, opera attribuita a Domenico Tintoretto.

### Altare di san Pellegrino Laziosi
Sopra l'altare è presente la tela raffigurante la Natività di Maria, opera attribuita a Domenico Tintoretto.

### Altare delle Reliquie
Sopra l'altare è presente la tela raffigurante il Martirio di sant'Orsola, opera attribuita a Domenico Tintoretto.
Adiacente al Santuario si trova un'area verde decorativa al cui interno c'è una fontanella che riproduce il volto di David Maria Turoldo realizzata dall'artista Giovanni Patat nel 1961, epoca in cui Turoldo si trovava presso il convento di Udine.